# 安德烈亚·巴尔巴里戈
安德烈亚·巴尔巴里戈（義大利語：Andrea Barbarigo，1418年—1449年），文艺复兴时期欧洲威尼斯商人家族成员。流传至今的他的经营帐簿是后世学者们研究关于欧洲早期商业活动的重要资料。